# Ella Hamilton Durley
Ella Hamilton Durley (nascida Hamilton; pseudônimo, Judith Jorgenson; Harrisville, 1852 – Redlands, 14 de agosto de 1922) foi uma educadora, editora de jornal e jornalista americana. Ela também foi ativista da paz e apoiou o sufrágio feminino. Durley fez um trabalho notável no Saturday Mail, uma publicação semanal de Des Moines, mas sua vida profissional foi dada principalmente ao Des Moines Daily News, do qual seu marido, Preston B. Durley e seu irmão, John J. Hamilton, com ela mesma, eram os principais proprietários. Sob o pseudônimo de "Judith Jorgenson", ela conduziu uma coluna de histórias da vida real, "Around the Evening Lamp", por muitos anos, e foi considerada especialmente credível.
Como editora do The News Junior, ela se tornou a guia literária e mentora das crianças de Iowa, que competiam por quadros artísticos pendurados em centenas de escolas em todo o estado. Posteriormente, ela se tornou editora da Homemaker Magazine e, ainda mais tarde, editora associada do National Daily Review de Chicago, depois se fundiu no Women's National Daily de St. Louis nesta última aparição, visitando todas as partes do país e entrevistando o ex-presidente dos Estados Unidos, Grover Cleveland, em sua casa em Princeton, Nova Jérsia, e outros homens e mulheres de distinção. De acordo com a Printers' Ink Publishing Company, ela foi "uma das duas ou três mulheres jornalísticas de maior sucesso dos Estados Unidos".

## Primeiros anos e educação
Ella Adaline Hamilton nasceu em Harrisville, Pensilvânia, por volta de 1852. Ela era a filha mais velha de William Hamilton, um soldado da União e sua esposa, Catherine (nascida Logan; m. 1905). Ela tinha três irmãos: uma irmã, Mary H. Hamilton, e dois irmãos, John J. Hamilton e LaMonte Hamilton. Ela era neta de outro soldado da União, Robert Logan, e do general William Hamilton, que trabalhou nas Guerras Indígenas nos Estados Unidos e na Guerra Anglo-Americana de 1812; e bisneta de Hugh Hamilton, um soldado revolucionário, portanto, ela era membro da ordem das Filhas da Revolução Americana.
Nascida em uma casa que era uma estação da Ferrovia Subterrânea, com esconderijos de escravos fugitivos a caminho do Canadá e da liberdade, ela sempre foi um defensora da liberdade política, social e econômica. Durley viveu no noroeste da Pensilvânia por quatorze anos. Na primavera de 1866, a família mudou-se para Iowa City, no condado de Davis, onde moraram por quatro anos.
Foi na escola daquela região que Durley adquiriu educação suficiente para permitir que ela começasse a dar aulas aos dezesseis anos. A perda do pai, cuja ambição pelos filhos era ilimitada, levou-a a tentar concretizar o seu desejo muitas vezes expresso de fazer um curso universitário. Fazer isso significava trabalho duro e aplicação extenuante, pois ela tinha que pagar seu próprio caminho. Ela estudou na Universidade Estadual de Iowa por oito anos; na primavera de 1878, ela obteve o grau de Bacharelado na Universidade Estadual de Iowa e, em 1892, ela recebeu o grau de Mestrado.

## Carreira
Após a formatura, Durley tornou-se a diretora da escola secundária em Waterloo, Iowa, cargo que ocupou por dois anos. Ela então foi para a Europa para continuar seus estudos, mais especialmente na língua e literatura alemãs. Ela passou um ano em viagens e estudos europeus, incluindo um curso de palestras no Victoria Lyceum de Berlim e uma inspeção do sistema escolar da Alemanha e da Itália.
Após seu retorno, ela deu palestras amplamente e estas foram bem recebidas. Depois de um ano passado na Biblioteca Estadual de Iowa, Durley decidiu entrar no trabalho jornalístico. Ela se tornou editora associada do Des Moines Mail and Times, cargo que ocupou por mais de um ano, quando uma oferta a levou a se tornar editora-chefe do Northwestern Journal of Education. Seu trabalho jornalístico posterior foi relacionado ao Des Moines Daily News, no qual ela atuou como repórter e editorial e redatora especial por vários anos.
Em 1884, Durley foi eleita membro do Conselho Estadual de Examinadores de Educação de Iowa, cargo que ocupou até 1888, trabalhando a maior parte de seu tempo como secretária. Em 1885, tornou-se membro fundadora do Des Moines Women's Club . Ela atuou como presidente do clube em 1891-1892. Em outubro de 1886, casou-se com Preston B. Durley, gerente de negócios do Des Moines Daily News. Por um ano, eles se estabeleceram em Dakota do Sul. O trabalho jornalístico foi mantido ininterruptamente até o verão de 1890, quando seu filho, John, nasceu. Em 1905, ela foi auxiliar com seu irmão, John J. Hamilton, e outros na propriedade e publicação do Chicago Daily Review, onde atuou como escritora, especialista em gerenciamento de circulação e autoridade em publicidade; era um jornal diário nacional para as mulheres americanas e para o lar americano.
Durley escreveu dois romances, My Soldier Lady e The Standpatters. Ela também era uma oradora pública convincente; suas palestras sobre Margaret Fuller e suas viagens foram muito bem sucedidas.

## Irmandade Unida da Paz

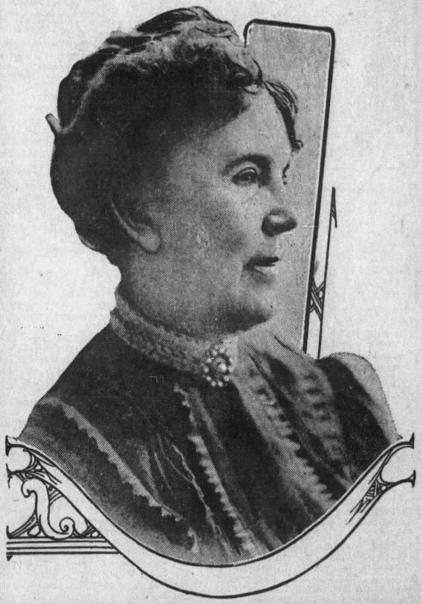
Ella Hamilton Durley (1916)

A Irmandade Unida da Paz foi organizada em Los Angeles em junho de 1916, por Durley, que atraiu em seu auxílio sete mulheres, que se tornaram o Círculo Mãe. Dentro de poucos dias, cada uma dessas senhoras havia escolhido seu próprio círculo – um círculo de sete, do qual ela se tornou a Irmã Mais Velha, as primeiras cinquenta entrando na organização tornando-se uma notável fundadora. Cada membro se comprometeu a garantir seis outros membros dentro de um prazo razoável, cada um dos quais se comprometeu a realizar o mesmo serviço. Todos os membros prometeram trabalhar incansavelmente pela unidade, paz e harmonia em seus próprios bairros, em seu próprio país e em todo o mundo. No mesmo ano, um segundo círculo foi fundado em Chicago.
A Irmandade Unida da Paz tinha como princípio básico a crença na sinceridade das mulheres em suas declarações contra a guerra e a favor da solução de questões internacionais por meio da mediação por meio de um tribunal internacional. Acreditando também que a guerra não era a última palavra na sabedoria humana, os membros dessa organização ficaram felizes em entrar em um plano construtivo definido para a paz universal e duradoura. Viajantes europeus que retornavam diziam que em todos os países beligerantes havia uma consciência crescente da total futilidade da guerra.
Era a esperança da sociedade garantir uma paz universal em sete anos: "unificar as mulheres da Califórnia em 1916, dos Estados Unidos em 1917, da América do Norte em 1918, da América do Sul em 1919, da Europa em 1920, da Ásia em 1921, e as mulheres da África e das ilhas do mar em 1922 – o mundo em sete anos:. O lema da Irmandade era: "Não temos preconceitos; toda mulher é nossa irmã e todo homem nosso irmão". A obrigação que os membros assumiam era: "Nós nos comprometemos a ser membros fiéis da Irmandade Unida da Paz; organizar e conduzir círculos em afiliação com o círculo materno, e trabalhar incansavelmente pela unidade, paz e harmonia em nossos próprios bairros, nossos próprio país e em todo o mundo, sempre pensando e falando bem de todas as pessoas, raças e nações, e esquecendo suas faltas”.
A adesão era promovida por meio de cartões numerados, assinados pela Irmã Mais Velha, seguidos pelos membros de seu círculo. A cada uma foi dado um cartão de número maior, que ela, por sua vez, assinou como Irmã Mais Velha, e passou a preencher com seu próprio círculo. Ela também deu a cada um seis cartões de um número ainda maior, para que cada um recebesse cartões para continuar seu trabalho. Um círculo pode, se desejar, eleger um Irmão Maior. Um dos primeiros a indicar sua aprovação foi aquele distinto pacifista, David Starr Jordan, que se tornou patrono honorário da organização. Henry Ford e William Jennings Bryan escreveram expressando sua grande apreciação pelo plano e sua crença em sua eficácia.
Os sistemas de cadeia sem fim foram banidos do Departamento dos Correios vários anos antes, mas quando o Inspetor Postal fez uma investigação sobre a "irmandade" e seus objetivos, ele anunciou que, como não havia lucros a serem obtidos e como o sistema se esgotará em todos os lugares depois de um tempo, as autoridades postais não interfeririam.

## Parcerias
Ela foi a fundadora do Des Moines Home for the Aged, a maior instituição do gênero em Iowa; e liderou a organização da Deutsche Gesellschaft, um clube de literatura e conversação alemã. Antes de 1885, Durley era membro da Association for Advancement of Women, que no outono daquele ano foi organizada no Des Moines Women's Club. Ela foi membro fundadora e uma das primeiras presidentes; era a organização feminina mais forte do Estado. Foi presidente do Des Moines Women's Press Club e da Des Moines Federation of Women's Clubs. Durley fez trabalho na igreja. Ela era ativa no Friday Morning Club, no Women's City Club, na League of American Penwoman e na Public Power League. Durley ajudou a nomear e lançar o cruzador Des Moines. Ela organizou o trabalho do centro de Iowa para enviar um carregamento de milho de Iowa para os russos que sofrem com a fome. Em 1894, Durley obteve para Des Moines um empréstimo para obras de arte, sendo este o primeiro realizado naquela cidade. Durley era sufragista.
Quando menina em Iowa City, ela conheceu Susan B. Anthony e Mary A. Livermore; e por ser uma parceira do clube feminino em Des Moines, tornou-se amiga de mulheres como Julia Ward Howe. Sua própria casa em Des Moines foi durante anos o ponto de encontro do Iowa Press and Authors' club, que ela organizou. Os homens e mulheres de letras mais eminentes de Iowa, pessoas como Emerson Hough, Woods Hutchinson e Alice French (Octave Thanet) se encontraram lá para trocar experiências.

## Últimos anos de vida
O marido de Durley morreu em janeiro de 1896. Em 1911, ela e seu filho se mudaram para a Califórnia e se tornaram residentes de Los Angeles. O filho de Durley morreu na Califórnia em dezembro de 1919. Ella Durley morreu em Redlands, Califórnia, 14 de agosto de 1922.

## Obras publicadas

### Livros
- 1908: My Soldier Lady (em inglês). Ela usa "Ella H. Durley" na capa do livro e "Ella Hamilton Durley" no frontispício.[14]
- 1912: Os Standpatters (em inglês)

### Periódicos (como editora de jornal)
- Des Moines Daily News (em inglês)
- Northwestern Journal of Education (em inglês)